# Anticlea clara
Anticlea clara är en fjärilsart som beskrevs av Barend J. Lempke 1950. Anticlea clara ingår i släktet Anticlea och familjen mätare. Inga underarter finns listade i Catalogue of Life.